# سرگی کووالیوف
سرگی کووالیوف (رومانیایی: Serghei Covaliov؛ ۱۴ اکتبر ۱۹۴۴ – ۱۶ مه ۲۰۱۱) قایقران کانو اهل رومانی بود.
وی در مسابقات کشوری و بین‌المللی در مجموع برندهٔ ۴ مدال طلا، ۲ مدال نقره، ۱ مدال برنز شده‌است.